# 고인돌 (비디오 게임)
《고인돌》(원제는 Prehistorik, 선사시대라는 뜻)은 타이터스 인터렉티브가 개발하여 1991년에 출시한 플랫폼 게임이다. 아미가, 아타리 ST, 암스트래드 CPC, 도스용으로 개발되었다.
이 게임의 주인공은 식량을 구하고 수많은 위협을 피해서 가족의 품에 돌아가는 것이 목적이다. 처음에는 기본 무기인 방망이를 가지고 싸우고, 돌도끼를 얻으면 보스를 제외한 적을 한방에 물리칠 수 있다. 공룡 등 다른 동물들이 나타나면 방망이를 휘두르면서 앞으로 나가야 한다. 길이 앞에 트이면 음식을 먹을 수 있다. (이 게임은 탄을 깰 때마다 음식을 어느 정도 먹지 않으면 다음 탄으로 넘어갈 수 없다.) 모두 7개의 탄이 있으며 짝수탄에는 중간보스가 등장한다. 마지막 탄을 깨면 주인공이 가족의 품으로 돌아간 엔딩을 볼 수 있다.
.CFG 확장자를 가진 구성 파일을 지우고 게임을 실행하면, 미디, 애드립, 사운드 블라스터 등의 사운드와 컴퓨터 키보드, 조이스틱 등의 입력 장치를 설정할 수 있다.
이 게임의 뒤를 잇는 《고인돌 2》는 도스와 암스트래드 CPC용으로 공개된 바 있다.

## 같이 보기
- 고인돌 2